# Hsin-Hau
Hsin-Hau (NCNA) er et kinesisk nyhedsbureau, grundlagt 1931 i den nordlige hovedstad Beijing.